# Konstantin Hohenlohe-Schillingsfürst
Konstantin Viktor Arnošt Emil Karel Alexandr princ zu Hohenlohe-Waldenburg-Schillingsfürst (Konstantin / Constantin Viktor Ernst Emil Karl Alexander Prinz zu Hohenlohe-Waldenburg-Schillingsfürst) (8. září 1828, Wildegg – 14. února 1896, Vídeň) byl rakouský generál a dvořan z významné německé šlechty. Od roku 1848 sloužil v rakouské armádě, nakonec dosáhl hodnosti c. k. generála jízdy (1884). U dvora zastával třicet let funkci nejvyššího hofmistra (1866–1896). Jeho syn Konrad (1863–1918) byl rakouským ministerským předsedou (1906), další syn Gottfried Hohenlohe-Schillingsfürst (1867–1932) byl rakousko-uherským velvyslancem v Německu (1914–1918). Potomstvo se v několika generacích spříznilo s rodem Habsburků.

## Životopis

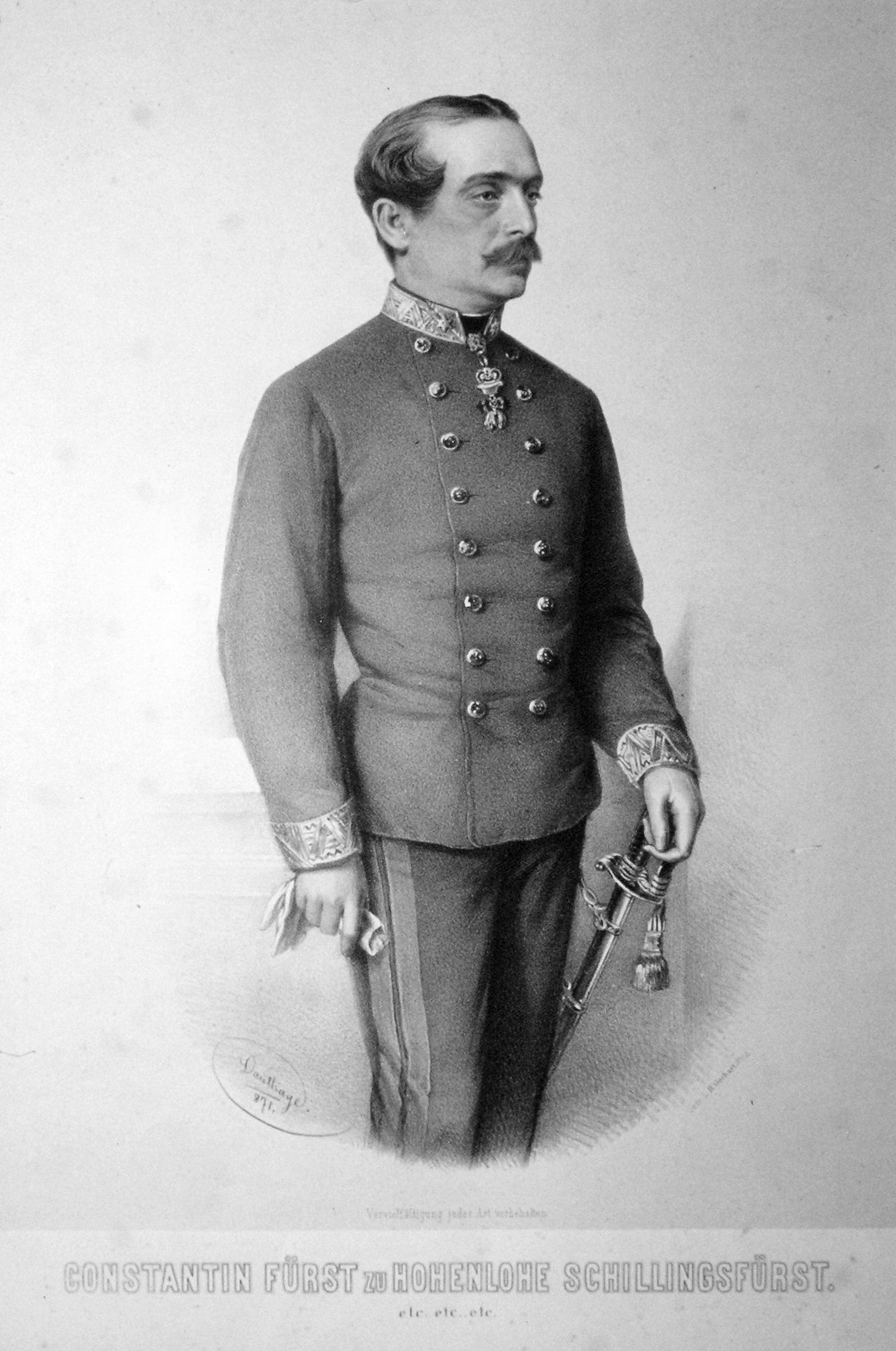
Konstantin Hohenlohe-Schillingsfürst (1871)

Pocházel z významného německého rodu Hohenlohe, patřil k linii Hohenlohe-Schillingsfürst. Narodil se na zámku Wildegg jako šestý syn knížete Františka Josefa Hohenlohe-Schillingsfürsta (1787–1841) a jeho manželky Konstancie, rozené princezny Hohenlohe-Langenburg (1792–1847). Konstantin studoval ve Vratislavi a na rozdíl od svých starších bratrů vstoupil do služeb habsburské monarchie. V srpnu 1848 vstoupil jako kadet do rakouské armády, ještě téhož roku byl povýšen na poručíka a díky svému původu rychle postupoval v hodnostech. Jako major se v roce 1859 stal pobočníkem císaře Františka Josefa,, formálně tehdy příslušel k 2. hulánskému pluku. Jako císařský pobočník  v roce 1864 dosáhl hodnosti plukovníka. Po smrti prince Karla z Lichtenštejna byl v roce 1866 jmenován provizorním nejvyšším císařským hofmistrem, v roce 1867 mu byla tato funkce potvrzena definitivně a setrval v ní třicet let až do své smrti, byl též plukovníkem císařských tělesných gard. Jako nejvyšší hofmistr měl mimo jiné na starosti správu císařských budov a podílel se na nové výstavbě na místě zrušených hradeb. V roce 1867 byl jmenován doživotním členem rakouské panské sněmovny a v roce 1870 dosáhl hodnosti generálmajora. Mimo aktivní vojenskou službu byl nakonec povýšen na polního podmaršála (1875) a generála jízdy (1884). V rámci svých aktivit v podpoře umění a kultury byl mimo jiné kurátorem Akademie výtvarných umění ve Vídni a Rakouského uměleckoprůmyslového muzea, angažoval se také jako člen řady spolků.

## Rodina
V roce 1859 se ve Výmaru oženil s princeznou Marií Paulinou Sayn-Wittgensteinovou (1837–1920), která patřila k nejbohatší německé šlechtě a ve Vídni aktivně podporovala umělce. Měli spolu šest dětí:
- 1. František Josef (1861–1871)
- 2. Konrád Maria Eusebius (16. prosince 1863, Vídeň – 21. prosince 1918, Kammern im Liesingtal), rakouský ministerský předseda 1906, ministr vnitra 1915–1916, nejvyšší hofmistr 1917–1918, místodržitel v Rakouském přímoří 1904–1915, manž. 1888 Františka ze Schönborn-Buchheimu (23. března 1866, Vídeň – 16. září 1937, Bad Reichenhall)
- 3. Filip Konstantin (14. prosince 1864, Vídeň – 27. července 1942, tamtéž), původně státní úředník, později člen řádu benediktinů a profesor teologie ve Vídni
- 4. Gottfried Maxmilián (8. listopadu 1867, Vídeň – 7. listopadu 1932, tamtéž), rakouský generálmajor, velvyslanec v Německu 1914–1918, manž. 1908 Marie Jindřiška Rakousko-Těšínská (10. ledna 1883, Bratislava – 2. září 1956, Mariazell), rakouská arcivévodkyně
- 5. Volfgang Bedřich (18. října 1869, Vídeň – 7. prosince 1883, tamtéž)
- 6. Marie Dorothea (10. dubna 1872, Vídeň – 31. března 1954, Ilz, Štýrsko), manž. 1896 Vollrath hrabě z Lambergu (20. září 1866, Štýrský Hradec – 22. února 1958, Ilz, Štýrsko)

Konstantinův nejstarší bratr Viktor princ Hohenlohe-Schillingsfürst (1818–1893) byl důstojníkem německé armády a v letech 1877–1893 předsedou pruské panské sněmovny. Další bratr Chlodwig zu Hohenlohe-Schillingsfürst (1819–1901) byl nejprve ministerským předsedou v Bavorsku (1866–1870), poté německým velvyslancem v Paříži a nakonec říšským kancléřem Německého císařství (1894–1900).

## Tituly a ocenění
Jako příslušník knížecího rodu užíval od narození titul prince s nárokem na oslovení Jasnost (Seine Durchlaucht). V roce 1856 byl jmenován c. k. komořím a jako císařský nejvyšší hofmistr obdržel v roce 1865 titul c. k. tajného rady. Během své kariéry obdržel řadu vyznamenání, v roce 1867 byl jmenován rytířem prestižního Řádu zlatého rouna. Mimo jiné byl čestným rytířem Maltézského řádu a ve funkci císařského nejvyššího hofmistra získal řadu vyznamenání od zahraničních panovníků. V rámci svých aktivit v podpoře umění a kultury byl mimo jiné kurátorem Akademie výtvarných umění ve Vídni a Rakouského uměleckoprůmyslového muzea, angažoval se také jako člen řady spolků. Od roku 1883 byl čestným majitelem pěšího pluku č. 87 dislokovaného v Celji.

### Rakousko-Uhersko
- Řád zlatého rouna (1867)
- velkokříž Řádu sv. Štěpána (1873)

### Zahraničí

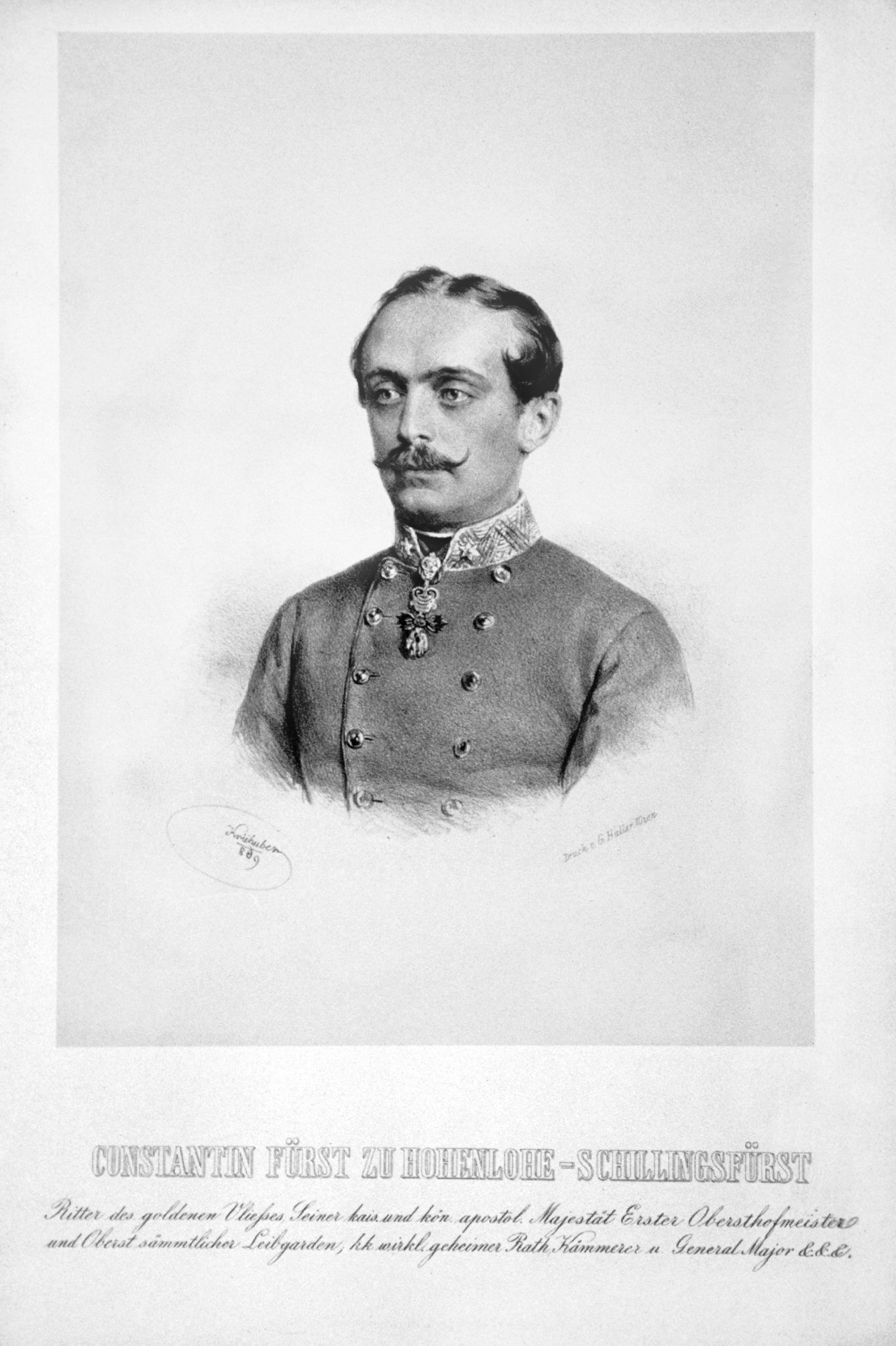
Princ Konstantin Hohenlohe (1869, litografie, Josef Kriehuber)

- rytířský kříž Řádu svatého Ondřeje (Rusko)
- rytířský kříž Řádu svatého Alexandra Něvského (Rusko)
- Řád svaté Anny I. třídy s brilianty (Rusko)
- Řád bílého orla (Rusko)
- Řád svatého Vladimíra IV. třídy (Rusko)
- Řád svatého Vladimíra III. tříd. třídy
- rytíř Řádu černé orlice s brilitany (Německo)
- Řád červené orlice I. třídy (Německo)
- Řád pruské koruny II. třídy (Německo)
- velkodůstojník Řádu čestné legie (Francie)
- velkokříž Řádu Jižního kříže (Brazílie)
- velkokříž Řádu svatého Josefa (Toskánsko)
- Řád Karla III. (Španělsko)
- Řád Serafínů (Švédsko)
- velkokříž Řádu Spasitele (Řecko)
- Řád Pia IX. (Papežský stát)
- Nejvyšší řád Kristův (Papežský stát)
- Řád Medžidie I. třídy (Osmanská říše)
- Řád Osmanie (Osmanská říše)
- Řád zvěstování (Itálie)
- Řád Františka I. (Itálie)
- Řád sv. Januaria (Itálie)
- Řád lva a slunce I. třídy (Persie)
- Řád vycházejícího slunce I. třídy (Japonsko)
- Řád Leopolda (Belgie)
- Řád věže a meče (Portugalsko)
- rytíř Řádu slona (Dánsko)
- Řád Takova (Srbsko)
- Řád bílého orla (Srbsko)
- Řád knížete Danila I. (Černá Hora)
- Řád rumunské hvězdy (Rumunsko)
- velkokříž Řádu Albrechtova (Sasko)
- velkokříž Řádu Fridrichova (Württembersko)
- velkokříž Řádu württemberské koruny (Württembersko)
- velkokříž Řádu Guelfů (Hannoversko)
- Řád svatého Huberta (Bavorsko)
- Vévodský sasko-ernestinský domácí řád (Sasko)
- Řád bílého sokola (Sasko-výmarské vévodství)
- Domácí řád vendické koruny (Meklenbursko)
- Nasavský domácí řád zlatého lva (Nizozemí)